# حزب میهنی بلاروس
حزب میهنی بلاروس (بلاروسی: Беларуская патрыятычная партыя,партыя، لاتین: Biełaruskaja patryjatyčnaja partyja، مخفف: BPP) یک حزب سیاسی در بلاروس است که وفادار به الکساندر لوکاشنکو است. نیکولای اولاکوویچ رهبر این حزب است.

## تاریخچه
این حزب در سال ۱۹۹۴ تأسیس شد، و در ابتدا جنبش میهنی بلاروس نام داشت. در دور دوم انتخابات پارلمانی ۱۹۹۵ بلاروس این حزب توانست یک کرسی به دست آورد. در سال ۱۹۹۶ این حزب نام خود را به حزب میهنی بلاروس تغییر داد.
حزب میهنی، نیکولای اولاکوویچویچ را به عنوان کاندیدای این حزب جهت شرکت در انتخابات ریاست جمهوری ۲۰۱۵ بلاروس معرفی کرد. اولاکوویچویچ با کسب ۱٫۷ درصد آرا از بین چهار کاندیدای انتخابات ریاست جمهوری به مقام چهارم رسید.
حزب میهنی بلاروس با حزب کمونیست بلاروس متحد است.